# Ільвес (футбольний клуб)
«Ільвес Тампере» (фін. Tampereen Ilves) — фінський футбольний клуб з міста Тампере, заснований 1931 року. Виступає у Вейккауслізі. Домашні матчі приймає на стадіоні «Таммела», місткістю 8 000 глядачів.

## Історія
Футбольний клуб «Ільвес» було засновано у 1931 році в місті Тампере, що розташоване на півдні Фінляндії та є третім за чисельністю населення містом країни. Назва клубу перекладається з фінської мови як «рисі». У перші десятиліття існування команда брала участь переважно в регіональних змаганнях. Протягом свого розвитку спортивний клуб кілька разів розформовував свою футбольну команду, зосереджуючи свою діяльність на хокейній команді «Ільвес».
Сучасний ФК «Ільвес» утворився у 1974 році в результаті об'єднання трьох місцевих футбольних колективів. Вже через чотири роки, у 1978 році, «Ільвес» вперше вийшов до вищого фінського дивізіону. На певний час клуб став одним із лідерів місцевого футболу, здобув чемпіонський титул у Вейккауслізі (1983), ставав срібним (1985) і бронзовим (1984) призером ліги, а також дворазовим володарем Кубка Фінляндії у 1979 та 1990.
Наприкінці 1990‑х років клуб зіткнувся з фінансовими труднощами. У 1999 році його місце в другому дивізіоні було зайнято новоствореним «Тампере Юнайтед», через що протягом 1999—2007 років «Ільвес» не мав власної чоловічої команди. Відродження відбулося у 2007 році, після чого клуб повернувся до вищого дивізіону у 2015 році.
У 2017 році «Ільвес» посів 3 місце, завдяки чому отримав право зіграти в Лізі Європи УЄФА 2018/19.
«Ільвес» виграв свій третій Кубок Фінляндії у 2019 році, перемігши ІФК «Марієгамн» з рахунком 2:0 у фіналі. Завдяки цьому клуб отримав шанс зіграти у кваліфікаційному раунді Ліги Європи проти «Шемрок Роверс» з Дубліна. Двобій відбувався в один матч через пандемію Covid-19 і закінчився з рахунком 2:2, але після тривалої серії пенальті, в якій було використано по 13 спроб з обох сторін, «Роверз» здобули перемогу з рахунком 12:11 і фіни вилетіли з турніру.
У 2023 році «Ільвес» знову виграв національний кубок, вийшовши до Ліги конференцій 2024/25. Там фінський клуб вибив віденську «Аустрію» у другому кваліфікаційному раунді в серії пенальті, але у наступному поступився «Юргордену» і теж не зміг потрапити до групового етапу.
У сезоні 2024 року команда посіла друге місце в чемпіонаті, набравши 54 очки у 27 матчах при різниці м'ячів 56:27. Це дало право клубу взяти участь у кваліфікації Ліги Європи УЄФА.
У сезоні 2025 року «Ільвес» стартував у Зимовому кубку ліги, де дійшов до півфіналу, поступившись клубу «Інтер» (Турку) з рахунком 0:4. У Кубку Фінляндії 2025 року клуб припинив виступи на стадії першого кола, зазнавши поразки від «Гністана» з рахунком 0:3.

## Стадіон
Домашнім для «Ільвеса» є стадіон Таммела, що вміщує 8 017 глядачів. Арена відкрита на початку 2024 року, має штучне трав'яне покриття та відповідає 4-й категорії УЄФА. Стадіон використовується також для матчів молодіжної збірної Фінляндії та жіночої національної збірної Фінляндії.

## Виступи у єврокубках
| Сезон   | Турнір                       | Раунд | Суперник         | 1 матч           | 2 матч           | Загалом          |  |
| ------- | ---------------------------- | ----- | ---------------- | ---------------- | ---------------- | ---------------- |  |
| 1980–81 | Кубок володарів кубків       | 1Р    | Феєнорд          | 1–3              | 2–4              | 3–7              |  |
| 1984–85 | Кубок європейських чемпіонів | 1Р    | Ювентус          | 0–4              | 1–2              | 1–6              |  |
| 1986–87 | Кубок УЄФА                   | 1Р    | Рейнджерс        | 0–4              | 2–0              | 2–4              |  |
| 1991–92 | Кубок володарів кубків       | 1Р    | Гленавон         | 2–3              | 2–1              | 4–4              |  |
| 1991–92 | Кубок володарів кубків       | 2R    | Рома             | 1–1              | 2–5              | 3–6              |  |
| 2018–19 | Ліга Європи УЄФА             | 1КР   | Славія (Софія)   | 0–1              | 1–2              | 1–3              |  |
| 2020–21 | Ліга Європи УЄФА             | 1КР   | Шемрок Роверс    | 2–2 (пен. 11–12) | 2–2 (пен. 11–12) | 2–2 (пен. 11–12) |  |
| 2024–25 | Ліга конференцій УЄФА        | 2КР   | Аустрія (Відень) | 2–1              | 3–4 дч           | 5–5 (пен. 5–4)   |  |
| 2024–25 | Ліга конференцій УЄФА        | 3КР   | Юргорден         | 1–1              | 1–3              | 2–4              |  |
| 2025–26 | Ліга Європи УЄФА             | 1КР   | Шахтар (Донецьк) | 0–6              | 0–0              | 0–6              |  |
| 2025–26 | Ліга конференцій УЄФА        | 2КР   | АЗ               |                  |                  |                  |  |

## Склад
Станом на 8 липня 2025
| №  | Поз. | Нац.                 | Гравець                  |
| -- | ---- | -------------------- | ------------------------ |
| 1  | ВР   | Фінляндія            | Отсо Віртанен            |
| 3  | ЗХ   | Фінляндія            | Маттіас Рале             |
| 5  | ЗХ   | Фінляндія            | Саулі Вяйсянен           |
| 7  | ПЗ   | Фінляндія            | Йоона Ветелі             |
| 8  | ПЗ   | Фінляндія            | Максим Стьопин           |
| 9  | НП   | Фінляндія            | Теему Гютенен            |
| 10 | НП   | Фінляндія            | Роопе Ріскі              |
| 12 | ВР   | Боснія і Герцеговина | Фаріс Кркалич            |
| 13 | ЗХ   | Фінляндія            | Калле Валліус            |
| 14 | ПЗ   | Фінляндія            | Антон Попович            |
| 15 | ПЗ   | Фінляндія            | Лаурі Ала-Мюллюмякі      |
| 16 | ЗХ   | Фінляндія            | Тату Мієттунен (капітан) |
| 17 | ПЗ   | Фінляндія            | Маріус Седербек          |

| №  | Поз. | Нац.      | Гравець                              |
| -- | ---- | --------- | ------------------------------------ |
| 18 | НП   | Фінляндія | Вінсент Улунду                       |
| 19 | НП   | Фінляндія | Ойва Юккола                          |
| 20 | ПЗ   | Фінляндія | Отто Тійтінен                        |
| 21 | ПЗ   | Фінляндія | Яакко Мойсіо                         |
| 22 | ЗХ   | Фінляндія | Аапо Мяенпяя                         |
| 24 | ЗХ   | Фінляндія | Вілле Кумпу                          |
| 26 | ЗХ   | Фінляндія | Томас Совеліус                       |
| 27 | НП   | Нігерія   | Аделеке Акіньємі                     |
| 30 | НП   | Швеція    | Жарделль Канга (оренда з «Гаммарбю») |
| 32 | ВР   | Фінляндія | Лукас Вяйрінен                       |
| 42 | ЗХ   | Фінляндія | Феліпе Аспегрен                      |
| 44 | НП   | Латвія    | Нільс Вайнбергс                      |
| 72 | ПЗ   | Фінляндія | Оскарі Мултала                       |

## Досягнення
- Чемпіон Фінляндії: 1
  - 1983
- Володар Кубка Фінляндії: 4
  - 1979, 1990, 2019, 2023